# Teatro de Arena (Ribeirão Preto)
O Teatro de Arena é uma casa de espetáculos brasileira pertencente a Ribeirão Preto.
Foi inaugurado em 1969, e é o primeiro do gênero no interior do estado de São Paulo. Ocupa área aproximada de 6 mil metros quadrados no Morro de São Bento em Ribeirão Preto - SP.